# Nemoura longicauda
Nemoura longicauda är en bäcksländeart som beskrevs av Kis 1964. Nemoura longicauda ingår i släktet Nemoura och familjen kryssbäcksländor. Inga underarter finns listade i Catalogue of Life.